# كريستيان بيرنس
كريستيان بيرنس (بالألمانية: Christian Behrens)‏ (و. 1852 – 1905 م) هو نحات، من ألمانيا، ولد في غوتا، توفي في فروتسواف، عن عمر يناهز 53 عاماً.

## جوائز
حصل على جوائز منها:
- وسام عائلة ساكس-إرنستين [الإنجليزية]‏.